# 지표조사
지표조사(地表調査)는 지역 내의 유물의 유무, 분포, 성격 등을 파악하기 위해 땅 위에 드러난 유적·유물을 훼손하지 않고 조사·기록하는 행위이다. 지표조사는 일반조사, 정밀조사, 특수조사가 있다.